# Peter Staengle
Peter Staengle (* 26. Februar 1953 in Heidenheim an der Brenz) ist ein deutscher Germanist, der vor allem durch seine Forschungen über Heinrich von Kleist bekannt wurde.

## Leben
Er promovierte 1986 an der Universität Heidelberg in Germanistik über "Achim von Arnims poetische Selbstbesinnung". Nachdem er als Feuilletonredakteur, freier Publizist und Übersetzer tätig war, wurde er 1992 wissenschaftlicher Angestellter am Germanistischen Seminar der Universität Heidelberg. Von 1999 bis 2006 war er als wissenschaftlicher Mitarbeiter am Lehrstuhl für neuere Germanistik an der Universität Mannheim tätig. Von 2007 bis 2011 war er als wissenschaftlicher Mitarbeiter des Editionsprojekts „Historisch-kritische Franz Kafka-Ausgabe“ am Germanistischen Seminar der Universität Heidelberg beschäftigt und ist dort im Oktober 2014 erneut angestellt worden. Von Mai 2012 bis Dezember 2015 schrieb er das Blog „Stimming’s Inn“.
Staengle ist Mitbegründer des Berlin-Brandenburger Kleist-Klubs e. V., des Instituts für Textkritik e. V., der Internationalen Arnim-Gesellschaft e. V. und des Trägervereins „Kleist-Gedenk- und Forschungsstätte e. V.“. Seit Juni 2018 ist er erster Vorsitzender des Vereins „Freundeskreis Literaturhaus Heidelberg e.V“.
Zusammen mit dem früheren Direktor des Kleist-Archivs Sembdner Günther Emig ist er Mitherausgeber des Kleist-Jahrbuchs Ach, Kleist!.

## Werke (Auswahl)
- Achim von Arnims poetische Selbstbesinnung. Studien über Subjektivitätskritik, poetologische Programmatik und existentielle Selbstauslegung (1988)
- BKA – Brandenburger Kleist-Ausgabe. Kritische Edition sämtlicher Texte nach Wortlaut, Orthographie, Zeichensetzung aller erhaltenen Handschriften und Drucke, herausgegeben von Roland Reuß und Peter Staengle (1988–2010)
- Thomas Carlyle: Sartor Resartus. Leben und Meinungen des Herrn Teufelsdröckh. Übersetzung aus dem Englischen, Nachwort und Anmerkungen (1991)
- Heinrich von Kleist. Text+Kritik-Sonderband (1993) (Mitherausgeber)
- Tobias Smollett: Humphry Clinkers Reise. Übersetzung aus dem Englischen und Nachwort (1996)
- FKA – Franz Kafka-Ausgabe. Historisch-kritische Ausgabe sämtlicher Handschriften, Drucke und Typoskripte, herausgegeben von Roland Reuß und Peter Staengle (1995 ff.)
- Heinrich von Kleist (1998)
- Theodor Fontane: Der Stechlin. Kritische Ausgabe. Herausgegeben von Peter Staengle in Zusammenarbeit mit Roland Reuß (1998)
- William Faulkner: Mississippi. Herausgegeben von Roland Reuß und Peter Staengle (2000)
- Paul Renner: Kulturbolschewismus? Herausgegeben und mit Anmerkungen versehen von Roland Reuß und Peter Staengle (2003)
- Wunderhorn Almanach auf das Jahr 2006. Das Wunderhorn, Heidelberg 2005, ISBN 978-3-88423-244-6.
- Wunderhorn Almanach. Träume. Das Wunderhorn, Heidelberg 2006, ISBN 978-3-88423-272-9.
- Heinrich von Kleist. Sein Leben. Heilbronn: Kleist-Archiv Sembdner (2006, 4., wiederum durchgesehene und aktualisierte Auflage 2011)
- Heinrich von Kleist – Sämtliche Werke und Briefe. Münchner Ausgabe. Hrsg. von Roland Reuß und Peter Staengle. 3 Bände. Hanser, München 2010, ISBN 978-3-446-23600-4. (Diese Ausgabe wurde inzwischen vom Verlag zurückgezogen.[1])
- Kafka-Kurier. Herausgegeben von Roland Reuß und Peter Staengle (2014 ff.)
- Ach, Kleist! Das Jahrbuch. Für alle, die etwas (Neues) zu sagen haben. Herausgegeben von Günther Emig, H. Herrmann und Peter Staengle (2019 ff.)
- Oskar Panizza – Werke. Herausgegeben von Peter Staengle und Günther Emig (2019 ff.)
- Hartmut Binder: Auf Kafkas Spuren. Gesammelte Studien zu Leben und Werk. Hrsg. von Roland Reuß und Peter Staengle. Wallstein, Göttingen 2023, ISBN 978-3-8353-5421-0.